# Rudy (humorista)
Marcelo Daniel Rudaeff (Buenos Aires, 12 de octubre de 1956) es un escritor y humorista argentino más conocido por el seudónimo de Rudy.

## Biografía
Nació en el barrio de Caballito, donde actualmente reside. Concurrió a las escuelas de la comunidad judía Iosef Shprintzak y Scholem Aleijem de su ciudad natal. En 1973 egresó del Colegio Nacional de Buenos Aires. En 1979 se recibió de licenciado en psicología en la Universidad de Buenos Aires, profesión que ejerció hasta 1988.
Su humor gira en torno a las situaciones disparatadas que suceden en la vida cotidiana, el psicoanálisis, el humor judío y el político. Tiene como referentes a Quino, Roberto Fontanarrosa, Gary Larson, Matt Groening, Les Luthiers, Woody Allen y los Hermanos Marx, entre otros.
Está separado y tiene un hijo.

## Carrera
- En 1982 Rudy comenzó a trabajar en el humor gráfico junto con Daniel Paz en la revista Hum®
- Entre 1984 y 1988 Paz y Rudy trabajaron en El Periodista de Buenos Aires.
- Desde 1987 es coautor del chiste de tapa del diario Página/12 (Buenos Aires), junto a Daniel Paz
- Desde 1989 Paz y Rudy hacen el chiste de la última página de la revista Noticias
- Desde 1987 coordina el suplemento semanal de humor Sátira/12.
- Desde 1987 escribe columnas humorísticas para Página/12.
- Desde 1992, columnista del quincenario Acción (del Instituto Movilizador de Fondos Cooperativos).
- Coordina talleres de humor escrito desde 1990 en Residencias Cooperativas de Turismo (1990-1091), en TEA (1991), y desde 1995 hasta 1998 lo realiza de manera privada

## Televisión
Fue guionista de los siguientes programas de humor:
- 1990 a 1992: escribió para distintos programas de Tato Bores.
- 1991 a 1992: Kanal K.
- 1993: Peor es nada.

## Radio
- Desde 2002 participa de "La Alternativa", programa radial conducido por el también psicólogo José Eduardo Abadi que trata temas de la vida cotidiana analizados desde el psicoanálisis.

## Teatro
- Es coautor del unipersonal Humor con Acher, protagonizado por Gabriela Acher.

## Otras actividades
- Desde 2003, junto a José Abadi y a Titi Isoardi, forma parte del elenco de las conferencias Tragedias abadianas.

## Premios
- Premio Konex 1994: Literatura de Humor
- Premio Konex 2002: Humor Gráfico, compartido con Daniel Paz.[4]

## Obra literaria
Rudy publicó más de 30 libros de humor, entre los que se destacan las recopilaciones de humor gráfico (con Daniel Paz), de humor popular, de humor judío (con Eliahu Toker), libros de humor sobre la historia argentina, sobre psicoanálisis, etc. Entre su obra se pueden mencionar:
- Freud más o menos explícito (2001).
- La serie de libros titulados Buffet Freud
- Historia del siglo XX"
- Historias de la Argentina I: Buenos Aires, la virreina del Plata
- Historias de la Argentina II: crisol de razzias (2002).
- ¡Autoayúdese, es una orden! (con Santiago Varela) (1992).
- Todos los sombreros me quedaban chicos (1995).
- Chistes de Carlitos: humor en los tiempos de Menem
- Neuróticos on line (1998), escrito en colaboración con Luis María Pescetti
- La circuncisión de Berta y otras crónicas de Tsúremberg (2004).

Libros escritos en colaboración con Eliahu Toker:
- Odiar es pertenecer (2003).
- No desearás tú mujer al prójimo (2005).
- ¿Nu? (Reír en el país del ídish) (2006).
- Errar es divino (2006).
- El pueblo elegido y otros chistes judíos (2003).
- La felicidad no es todo en la vida y otros chistes judíos (2001).